# Palazzetto dello Sport (Castel Goffredo)
Il palasport Castel Goffredo è un impianto sportivo coperto di Castel Goffredo, in provincia di Mantova.
Situato nella zona industriale a fianco dello Stadio Comunale è usato principalmente per partite di pallacanestro e per le partite casalinghe di Champions League della "Tennistavolo Castel Goffredo".
Lo stesso impianto viene utilizzato per il Campionato italiano di tamburello, nel quale milita la Polisportiva Castellana.
Il palazzetto è dotato all'esterno di un parcheggio. Ha una capacità di 1.500 posti a sedere sugli spalti e viene anche utilizzato per meeting, eventi culturali e musicali.
Nei giorni 6-7-8 dicembre 2013 nell'impianto si sono svolte alcune partite e le finali del "1º Campionato del mondo indoor di tamburello-Italia 2013".
Parte della copertura è crollata per il carico dovuto alla nevicata caduta nella notte tra il 5 e il 6 febbraio 2015. Nel novembre 2017 sono partiti i lavori di ristrutturazione.
La ristrutturazione è terminata nel gennaio 2021 e da aprile 2021 viene utilizzato come polo vaccinale anti COVID-19.

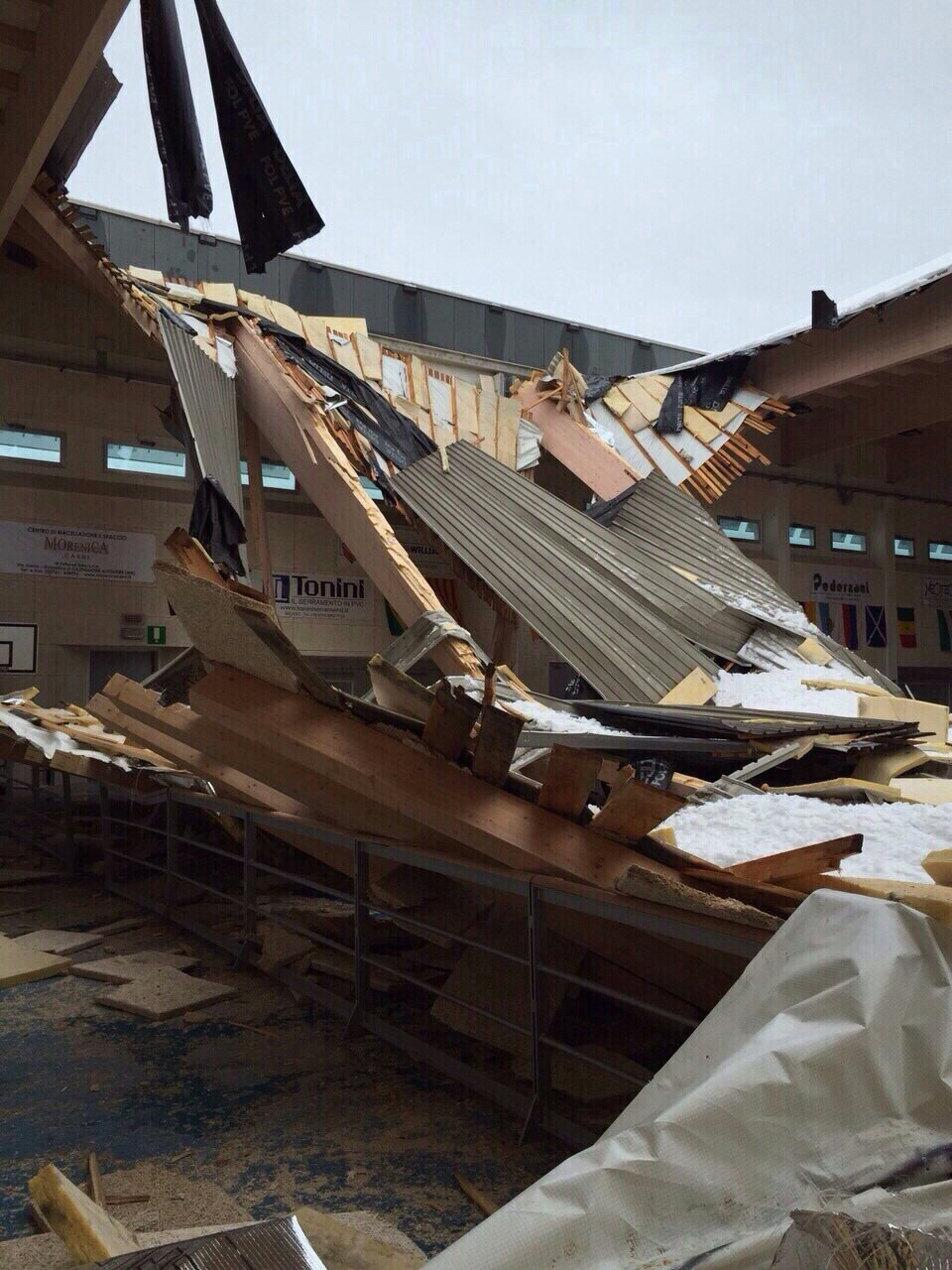
Tetto crollato nel 2015.